# Николай I (папа)
Вижте пояснителната страница за други личности с името Николай I.
Николай I „Велики“ (лат: Nicolaus I, * 800 в Рим; † 13 ноември 867 в Рим) е римски папа от 24 април 858 година до смъртта си 13 ноември 867 година.
По времето на своя понтификат Николай I се заема с християнизирането на славяните. Този негов ангажимент в Източна Европа води до конфликти с Вселенската патриаршия.
Той води преписка с българския хан, по-късно - княз Борис I относно това да се ръкоположи Формоза Портуенски за епископ на България, но папата отказва. По време на кореспонденцията умира. По негово време настъпва схизмата с константинополския патриарх Фотий. Един от силните в политически аспект папи. Произхожда от благороднически римски род, син на дефенсор Теодор. В Курията влиза като послушник при Сергий II (844 – 847) и стига до помощник-дякон. При Лъв IV e дякон, а при Бенедикт III се налага като най-активния в тясното му обкръжение и след смъртта му е избран за папа. Oще в началото на понтификата си се замесва в спорове около свалянето на патриарх Игнатий и ръкополагането на Фотий. По молба на последния Николай I изпраща легати в Константинопол за участие в събор за иконоборството и съдбата на патриаршеския престол. През 861 г. на събора папските легати превишават властта си под натиска на императорския двор и Николай I, свикват специален събор в Рим през 863 г., за да отхвърли Константинополския. През 866 г. папата отговаря на допитванията на Борис I Български по верски въпроси и отговорите му се считат и до днес за класическо изложение на ранносредновековната литургика и теология. През 867 г.Фотий обявява Николай I за свален, но на следващата година самият той губи престола си.
Николай I е ревностен защитник на семейството и се бори за репутацията на целия епископат, като стожер на християнството. По повод на развода на Лотар II Лотарингски той отлъчва архиепископите на Кьолн и Трир за нарушаване на църковните канони и приемане на двойствения му брак. В отношенията си с амбициозния архиепископ на Равена – Йоан, папата затвърждава позициите на апостолическия престол.